# ガラパゴスハオリムシ
ガラパゴスハオリムシ（Riftia pachyptila）は、シボグリヌム科の生物の1種である。
ガラパゴスハオリムシが最初に発見されたのは1977年。鮮やかな赤色の羽を持ち、口紅のようなチューブ状のルックスをしている。身体は消化管のような構造の栄養体部で成り立っているが、口や肛門はない。

## 特徴
ミミズやゴカイなどと同じ環形動物である。
全長は1.5m～3m。海底2500mぐらいの、熱水がふき出る場所の近くに生息。　　　　　　　　　　　　
管（チューブ）を家にして住んでいる見た目から、チューブワームとも呼ばれる。石灰や海老・蟹の殻のような材質で出来ている管（チューブ）は、自分で作っており、寿命は100年以上とされる。ハオリムシの多くは、硫化水素という多くの生き物にとって有毒ガスが発生している場所の近くに住んでいて、口から何にも食べないかわりに、このガスを餌にして生きている。